# Ceduna
Ceduna är en ort i Australien. Den ligger i kommunen Ceduna och delstaten South Australia, omkring 550 kilometer nordväst om delstatshuvudstaden Adelaide. Antalet invånare är 1 586.
Trakten runt Ceduna är nära nog obefolkad, med mindre än två invånare per kvadratkilometer.. Ceduna är det största samhället i trakten. 
Trakten runt Ceduna består till största delen av jordbruksmark. Genomsnittlig årsnederbörd är 309 millimeter. Den regnigaste månaden är juni, med i genomsnitt 58 mm nederbörd, och den torraste är oktober, med 7 mm nederbörd.
I Ceduna heter flygplatsen Ceduna Airport.